# 31e régiment d'infanterie coloniale
Le 31e Régiment d'Infanterie Coloniale est une unité de l'armée française.
C'est un régiment colonial de réserve, créé en août 1914 et rattaché au 1er Régiment d'Infanterie Coloniale.

## Chefs de corps

### La Première Guerre mondiale
Création et casernement en 1914 à Cherbourg

#### 1914
- 28 août au 8 septembre 1914 : Siège de Maubeuge.
- Le régiment fut fait prisonnier entièrement parmi les 45 000 combattants de la poche de Maubeuge : les soldats furent internés dans les camps allemands de Chemnitz, Soltaut, Hamborn, Minden, Grüneberg, Seeste, Uretz, Eichstätt, Dulmen, Gelsenkirchen, Bernig, Zebst et Altenessen (de).

Ils furent libérés en décembre 1918 et janvier 1919.

## Drapeau du régiment
Il ne porte aucune inscription:

## Personnages célèbres ayant servi au31eR.I.C
Léopold Sédar Senghor y est affecté en 1939-1940.